# Sant Miquel de Margalef
Sant Miquel de Margalef és una església barroca del municipi de Margalef (Priorat) protegida com a bé cultural d'interès local.

## Descripció
Edifici de tres naus sense creuer, cobert amb volta de canó la central, amb llunetes, i d'aresta les laterals. Murs i coberta són separats per un ampli fris. L'interior del temple és enguixat i conserva, d'abans de la guerra civil, unes restes de pintures decoratives als murs de molt escàs valor. El temple és cobert per una teulada a dues aigües en dos trams. La façana, com la resta del temple, és de pedra i reforçada per carreus als angles. Presenta l'única part decorada exterior, la portalada a la qual hom accedeix per unes escales. Aquella presenta un arc escarser amb un petit motiu ornamental al centre i és envoltada per un guardapols. A sobre hi ha una fornícula, avui ocupada per una creu de ferro. Al centre de la façana hi ha un petit rosetó. El campanar, de planta quadrada, és adossat al costat esquerre.

## Història
El temple de Margalef de Montsant degué ser aixecat a la segona meitat del segle xviii, com la majoria dels altres pobles del Priorat. La façana és mancada de data, però a la finestra de la sagristia, a la part posterior del temple, hi consta, de cap per avall, la data de 1767, probable any de l'acabament de la construcció. El campanar sembla aixecat amb posterioritat. Durant la Guerra Civil l'edifici fou incendiat i perdé els altars.